# Garab Dorje
Garab Dorjé  (tibétain : དགའ་རབ་རྡོ་རྗེ་, Wylie : dga’ rab rdo rje) est le premier maître humain du Dzogchen selon l'école Nyingmapa du bouddhisme tibétain. Selon la tradition bouddhiste tibétaine, il naquit de façon miraculeuse dans le royaume d'Oddiyana cent soixante-six ans après le parinirvana du Bouddha. Il est considéré comme un corps d'apparition (nirmanakaya),    Samantabhadra et Vajrasattva étant le Dharmakāya et le Sambhogakāya, respectivement. Dans le nord du royaume d'Oddiyana, il reçut en vision de Vajrasattva les 6 400 000 vers des tantras du Dzogchen. Il disparut en « corps d'arc-en-ciel » et laissa son « testament secret » Frapper l'essence en trois mots (Tsig Sum Nèdek). Il transmit tous les enseignements Dzogchen à Mañjuśrīmitra (en) qui eut, lui-même, comme disciple Sri Singha (en). Ce dernier transmit les enseignements Dzogchen à Vimalamitra,  Padmasambhava et Vairotsana.